# Zentralafrikanischer Linsang
Der Zentralafrikanische Linsang (Poiana richardsonii) ist eine von zwei Arten der Pojanas innerhalb der Schleichkatzen. Er ist in Afrika südlich der Sahara von Kamerun bis zur Demokratischen Republik Kongo verbreitet.
Der Artzusatz im wissenschaftlichen Namen ehrt den schottischen Naturforscher John Richardson.

## Merkmale
Der Zentralafrikanische Linsang ist eine vergleichsweise kleine und schlanke Schleichkatzenart mit einer durchschnittlichen Kopf-Rumpf-Länge von 33 bis 38 Zentimetern und einem Schwanz von 35 bis 40 Zentimetern Länge. Das Körpergewicht beträgt 500 bis 700 Gramm. Die Körperfärbung besteht aus einer blassgelben bis braungrauen oder orangebraunen Grundfärbung, die mit dunkelbraunen, runden oder ovalen Flecken in unregelmäßigen Reihen bedeckt ist. Die Fleckenreihen können auf dem Rücken und den Schultern in Streifen übergehen. Einzelne Individuen besitzen zusätzlich einen dunklen Streifen, der sich von der Schnauze über den Rücken bis zum Schwanzansatz zieht. Die Bauchseite ist weiß bis cremefarben, der Schwanz ist in unterschiedlicher Breite hell und dunkel geringelt.

## Verbreitung

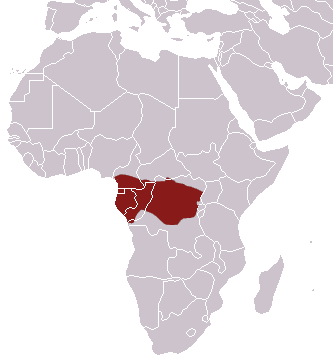
Verbreitungsgebiet (rot) des Zentralafrikanischen Linsangs

Der Zentralafrikanische Linsang ist in Teilen Afrikas südlich der Sahara verbreitet. Das Verbreitungsgebiet umfasst den Süden Kameruns und der Zentralafrikanischen Republik, Äquatorial-Guinea, Gabun, die Republik Kongo und die Demokratische Republik Kongo. Außerdem kommt er auf der Insel Bioko im Golf von Guinea vor.

## Belege
1. ↑  Jennings, A. P. & Veron, J.: Family Viverridae (Civets, Genets, and Oyans) In: Don E. Wilson & Russel Mittermeier (Hrsg.): Handbook of the Mammals of the World Volume 1: Carnivores. Lynx Edicions. 2009. S. 215. ISBN 978-84-96553-49-1
2. ↑  Beolens, Watkins & Grayson: The Eponym Dictionary of Mammals. JHU Press, 2009, S. 339 (Richardson, J.).
3. ↑  Corinna Gillette: Poiana richardsonii im Animal Diversity Web der University of Michigan Museum of Zoology. Abgerufen: 30. Dezember 2011.
4. ↑  Poiana richardsonii in der Roten Liste gefährdeter Arten der IUCN 2011. Eingestellt von: H. van Rompaey, P. Gaubert, M. Hoffmann, 2008. Abgerufen am 30. Dezember 2011.